# 1070
سنة 1070 كانت سنة بسيطة تبدأ يوم الجمعة (الرابط يظهر نموذج التقويم الكامل للسنة) من التقويم اليولياني.

## أحداث
- تأسيس مدينة برغن وتقع حاليا في النرويج.

## مواليد
- أديلارد أوف باث
- كولومان

## وفيات
- صاعد الأندلسي